# 서버 사이드
서버 사이드(server-side)란 네트워크의 한 방식인 클라이언트-서버 구조의 서버 쪽에서 행해지는 처리를 말한다. 이는 클라이언트에서 프로그램이 구동되는 클라이언트 사이드와는 대조된다.

## 예시
- HTTP 통신에 있어서 브라우저의 주요 기능 중 하나는 서버에서 HTML 문서를 수신하는 것인데, 브라우저에서 요청한 HTML 문서가 PHP 등의 서버 사이드 스크립트 언어를 포함하고 있으면 서버 쪽에서 이 부분을 처리하여 결과를 브라우저에 송신하게 된다.

- MMORPG(대규모 다중 사용자 온라인 롤플레잉 게임)에서도 클라이언트-서버 구조가 사용된다. 대부분의 게임에서는 게임 캐릭터 정보와 게임 아이템 정보의 위조를 방지하기 위해 이를 서버 사이드로 처리한다.[5]

## 장단점
클라이언트 사이드로 처리할 때와 비교하여 데이터를 서버 사이드로 처리할 경우의 장단점은 다음과 같다.
- 장점: 서버 관리자의 입장에서, 데이터 위조의 가능성을 줄일 수 있다. 서버 쪽의 데이터가 확실한 진위이며 클라이언트 쪽에서 위조해서는 안 되는 민감한 데이터의 경우 서버 사이드로 처리해야 한다. 예로 인터넷 뱅킹의 이체 관련 처리나 MMORPG의 게임 아이템 관련 처리에서는 클라이언트 사이드 처리를 최소화해야 한다. 한편 클라이언트 사용자의 입장에서는 클라이언트 컴퓨터의 처리 부담이 줄어든다.

- 단점: 서버 관리자의 입장에서, 서버의 처리 부담이 커져 결과적으로 서버 비용이 늘어날 수 있다.

## 같이 보기
- 클라이언트-서버
- 서버 사이드 스크립트 언어
- 클라이언트 사이드